# Zasłonak białawy
Zasłonak białawy (Cortinarius caesiostramineus Rob. Henry) – gatunek grzybów należący do rodziny zasłonakowatych (Cortinariaceae).

## Systematyka i nazewnictwo
Pozycja w klasyfikacji według Index Fungorum: Cortinarius, Cortinariaceae, Agaricales, Agaricomycetidae, Agaricomycetes, Agaricomycotina, Basidiomycota, Fungi.
Po raz pierwszy opisali go w 1939 r. Rob Henry i nadana przez niego nazwa naukowa jest ważna. Niektóre synonimy:
- Cortinarius amarescens (M.M. Moser) M.M. Moser 1967
- Cortinarius caesiostramineus var. amarescens (M.M. Moser) A. Ortega & Mahiques 2002

Polską nazwę nadał mu Andrzej Nespiak w 1981 r.

## Występowanie i siedlisko
Podano stanowiska w Ameryce Północnej, Europie i Azji. W Polsce do 2003 r. podano jedno stanowisko. Według W. Wojewody jego rozprzestrzenienie i stopień zagrożenia w Polsce nie są znane.
Naziemny grzyb mykoryzowy. W Polsce podano jego stanowisko pod sosnami i dębami.